# Museum Arzney-Küche
Das Museum Arzney-Küche ist ein Apothekenmuseum in Bönnigheim, Landkreis Ludwigsburg. Es setzt sich als bundesweit einziges Museum mit dem Thema „Verwendung von Alkohol als Wirkstoff, Lösungsmittel und Konservierungsstoff in der Medizin“ auseinander. Es arbeitet in enger Kooperation mit dem Schwäbischen Schnapsmuseum und dadurch auch nit der 2018 gegründeten Gesellschaft für Geschichte des Branntweins.

## Geschichte
Das Laboratorium der Arzney-Küche ist das einzige erhaltene Museum seiner Art in Baden-Württemberg. In einem Schreiben vom 19. August 1843 des Apothekers Georg Völter, in dem er um eine Baugenehmigung bat, wird das Labor erstmals urkundlich erwähnt. Als Begründung für den Bau gibt er an, „damit der Besitzer nicht genötigt ist, bey naßer oder kalter Witterung oder auch zur Nachtzeit, die Bereitung gekochter Arzneyen in dem entfernten Laboratorien vorzunehmen“. Da Völters Frau jedoch im gleichen Jahr verstarb, gab er seine Apotheke in der Kirchstraße auf. Das von ihm erwähnte entfernte Labor wurde erst 1987 bei der Besichtigung eines baufälligen Schuppens hinter dem Gebäude Kirchstraße 22 wiederentdeckt. Es handelte sich um einen sandsteingemauerten Raum mit Kreuzgewölbe und Kamin.

## Ausstellung

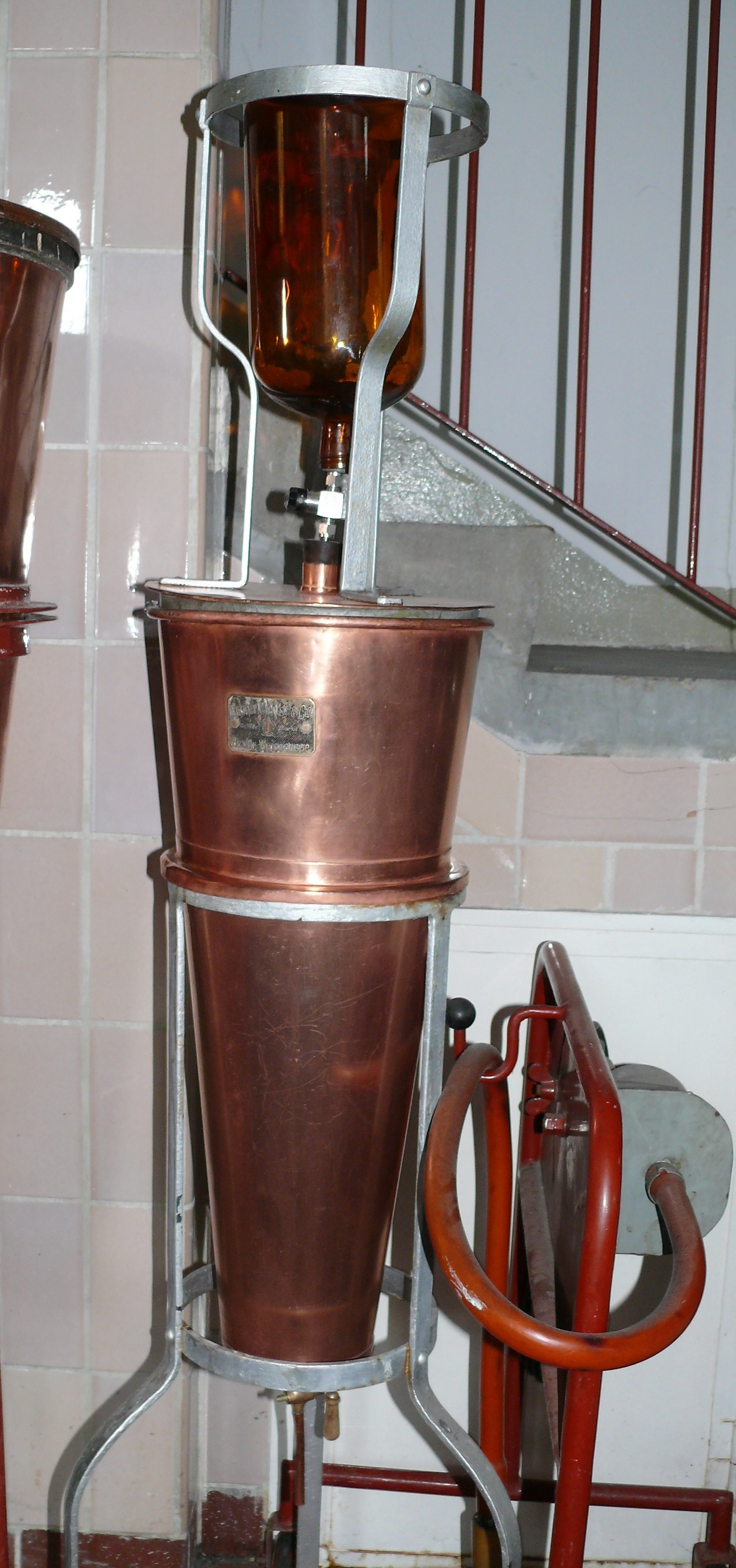
Perkolator für Extraktion von Drogen

Die Laboreinrichtung der Ausstellung beinhaltet unter anderem einen gusseisernen Ofen mit einem kupfernen Destillationsgerät samt Abfüllanlage für Liköre und eine große Destillieranlage mit Dampfkessel, Kühler, Wasserstrahlpumpe und Vakuumdestillierkessel. Des Weiteren ist ein antiker Schubladenschrank aus der Darmstädter Engel-Apotheke zu sehen, der aus der Pharmafirma Merck hervorging. Im Dachgeschoss, dem ehemaligen Kräuterlager, können Perkolatoren zum Ansetzen von Kräutern mit Alkohol, Waagen, Siebe, Schneidemaschinen und Pflanzenpressen begutachtet werden.